# Andriy Rusol
Andriy Anatoliovych Rusol (en ukrainien : Андрій Анатолійович Русол, Andriï Anatoliïovitch Roussol) né le 16 janvier 1983 à Kirovograd, est un footballeur ukrainien. Il jouait au poste de défenseur avec l'équipe d'Ukraine et le club du FK Dnipro.

## Carrière

### En club
- 1999-2002 : Kryvbass Kryvyï Rih -  Ukraine
- 2002-2011 : FK Dnipro -  Ukraine il est le capitaine de son équipe.

### En équipe nationale
Il obtint sa première cape avec l'équipe d'Ukraine en 2004.
Rusol participa à la coupe du monde 2006 avec l'équipe d'Ukraine après avoir participé aux douze matchs de qualification à cette coupe du monde. Face à l'Arabie saoudite, il devient le premier ukrainien a marqué dans une phase finale de Coupe du monde. En juin 2009 il fut pour la première fois capitaine de l'équipe Ukraine contre la Suède.
Il arrêta sa carrière de joueur à 28 ans à la suite de problèmes de dos récurrents en 2011.

## Palmarès
- FK Dnipro
  - Finaliste de la Coupe d'Ukraine en 2004